# Onychomyrmex hedleyi
Onychomyrmex hedleyi is een mierensoort uit de onderfamilie van de Amblyoponinae. De wetenschappelijke naam van de soort is voor het eerst geldig gepubliceerd in 1895 door Carlo Emery.
De soort werd ontdekt door de Italiaanse naturalist en etnograaf Giovanni Podenzana die ze verzamelde op Mount Bellenden Ker in Queensland, Australië. Ze is genoemd naar Charles Hedley, die een belangrijke bijdrage leverde aan de kennis van de Australische fauna. 